# Powiat rohaczewski

Powiat rohaczewski na mapie guberni mohylewskiej

Powiat lub ujezd rohaczewski – dawny powiat w południowej części guberni mohylewskiej powstały w roku 1777 na miejsce dawniejszego starostwa rohaczewskiego w powiecie rzeczyckim.  Odpowiadają mu dzisiejsze rejony czeczerski, rohaczewski i żłobiński obwodu mohylewskiego na Białorusi.